# NGC 2857
NGC 2857 (còn được gọi là Arp 1 và PGC 26666) là một thiên hà xoắn ốc trong chòm sao Đại Hùng. Nó được phát hiện vào ngày 9 tháng 1 năm 1856 bởi RJ Mitchell.
NGC 2857 là vật thể đầu tiên trong Atlas Thiên hà đặc biệt của Halton Arp và là một trong sáu vật thể Arp trong phần 'Thiên hà Độ sáng Bề mặt Thấp'. Năm thiên hà có độ sáng bề mặt thấp khác là Arp 2 (UGC 10310), Arp 3, Arp 4, Arp 5 (NGC 3664) và Arp 6 (NGC 2537).

## Siêu tân tinh 2012fg
Vào ngày 10 tháng 10 năm 2012, Supernova 2012fg đã được quan sát trong NGC 2857 bởi hệ thống tự động phát hiện MASTER-Kislovodsk. Độ lớn tuyệt đối của nó được tính là -19,8. Phổ của SN 2012fg đã được ghi lại và phân tích bởi nhiều nhóm các nhà khoa học khi nó thay đổi nhanh chóng trong những ngày sau khi phát hiện ra nó.